# 大关镇 (桐城市)
大关镇，是中华人民共和国安徽省安庆市桐城市下辖的一个乡镇级行政单位。

## 行政区划
大关镇下辖以下地区：
青龙村、卅铺村、金山村、小关村、台庄村、旵冲村、麻山村、缸窑村、王集村、百岭村、歧岭村、龙头村、胡埠村、甑山村和何畈村。